# Mark Wayland
Mark Wayland est un personnage fictif créé par Ilene Chaiken pour la série télévisée The L Word. Il est interprété par l'acteur Eric Lively. Il est un personnage principal de la deuxième saison et disparaît au cours de celle-ci.

## Biographie
Mark est le colocataire que Shane et Jenny choisissent lorsqu’elles ont besoin d’aide pour payer le loyer. Il a deux sœurs plus jeunes que lui, que l’on ne voit jamais. Il débarque chez elles, caméra sur l’épaule, faisant ainsi une entrée remarquée qui fait d’abord hésiter les deux jeunes femmes, mais il finit par les charmer.
Ambitieux et vaniteux, Mark est réalisateur de documentaires et, ayant connu un succès relatif avec son travail dans le passé, est en mesure de vivre correctement. Lorsqu’il emménage chez les deux jeunes femmes et réalise qu’elles sont lesbiennes, une idée lui vient à l’esprit : réaliser un documentaire sur l’univers des lesbiennes. Bien que son idée est bonne, le moyen qu’il choisit pour en venir à ses fins est loin de l’être.
Afin de mener son projet dans la discrétion totale, Mark truffe la maison de caméras et de micros, sans le dire à Shane ou Jenny. Cependant, un jour qu’elle veut remettre quelque chose à Mark qui est absent, Jenny découvre toutes ses installations et décide de lui faire payer sa duplicité, en plus de vouloir prendre sa revanche sur le fait que Mark est à l’origine de sa rupture avec Carmen.
Lorsque Mark fait face à Jenny, elle le force à tout dire à Shane et Carmen qui, de concert avec Jenny, après avoir appris qu'elles ont été épiées, observées, et violées dans leur intimité, rejettent Mark complètement. Ce dernier est forcé d’enlever tout son matériel de la maison des jeunes femmes et de quitter les lieux. Le choc de la révélation passée, Shane et Jenny pardonneront à Mark. Jenny lui lançant même le défi de rester afin de prouver qu'il se repent réellement. Le personnage n'apparaîtra pas dans la troisième saison, ni par la suite.

## Relations amoureuses
Lorsqu’il débarque chez Shane et Jenny, Mark est célibataire. Hétérosexuel, il tombe malgré lui amoureux de Shane, qu’il perçoit comme mystérieuse et attirante. Ne pouvant espérer plus de cette lesbienne pure, il devient en quelque sorte son chevalier servant et son protecteur.

## Apparition du personnage par épisode
| Mark Wayland | Mark Wayland | Mark Wayland | Mark Wayland | Mark Wayland | Mark Wayland | Mark Wayland | Mark Wayland | Mark Wayland | Mark Wayland | Mark Wayland | Mark Wayland | Mark Wayland |
| Saison 1     | Saison 1     | Saison 1     | Saison 1     | Saison 1     | Saison 1     | Saison 1     | Saison 1     | Saison 1     | Saison 1     | Saison 1     | Saison 1     | Saison 1     |
| ------------ | ------------ | ------------ | ------------ | ------------ | ------------ | ------------ | ------------ | ------------ | ------------ | ------------ | ------------ | ------------ |
| 01           | 02           | 03           | 04           | 05           | 06           | 07           | 08           | 09           | 10           | 11           | 12           | 13           |
| -            | -            | -            | -            | -            | -            | -            | -            | -            | -            | -            | -            | -            |
| Saison 2     |              |              |              |              |              |              |              |              |              |              |              |              |
| 01           | 02           | 03           | 04           | 05           | 06           | 07           | 08           | 09           | 10           | 11           | 12           | 13           |
| -            | -            | -            | Oui          | Oui          | Oui          | Oui          | Oui          | Oui          | Oui          | Oui          | Oui          | Oui          |
| Saison 3     |              |              |              |              |              |              |              |              |              |              |              |              |
| 01           | 02           | 03           | 04           | 05           | 06           | 07           | 08           | 09           | 10           | 11           | 12           |              |
| -            | -            | -            | -            | -            | -            | -            | -            | -            | -            | -            | -            |              |
| Saison 4     |              |              |              |              |              |              |              |              |              |              |              |              |
| 01           | 02           | 03           | 04           | 05           | 06           | 07           | 08           | 09           | 10           | 11           | 12           |              |
| -            | -            | -            | -            | -            | -            | -            | -            | -            | -            | -            | -            |              |
| Saison 5     |              |              |              |              |              |              |              |              |              |              |              |              |
| 01           | 02           | 03           | 04           | 05           | 06           | 07           | 08           | 09           | 10           | 11           | 12           |              |
| -            | -            | -            | -            | -            | -            | -            | -            | -            | -            | -            | -            |              |
| Saison 6     |              |              |              |              |              |              |              |              |              |              |              |              |
| 01           | 02           | 03           | 04           | 05           | 06           | 07           | 08           |              |              |              |              |              |
| -            | -            | -            | -            | -            | -            | -            | -            |              |              |              |              |              |